# Leptostylus jolyi
Leptostylus jolyi är en skalbaggsart som beskrevs av Monné och Hoffmann 1981. Leptostylus jolyi ingår i släktet Leptostylus och familjen långhorningar.
Artens utbredningsområde är Venezuela. Inga underarter finns listade i Catalogue of Life.